# Psomiocarpa apiifolia
Psomiocarpa apiifolia là một loài thực vật có mạch trong họ Dryopteridaceae. Loài này được (J. Sm.) C. Presl miêu tả khoa học đầu tiên năm 1851.